# Сладкий Врх
Сладкий Врх (словен. Sladki Vrh) — поселення в общині Шентиль, Подравський регіон‎, Словенія.